# Катерина Космінська
Катерина Космінська (нар. 24 червня 1988) — колишня російська тенісистка.

## Фінали ITF серед юніорів

### Одиночний розряд (2–0)
| Легенда (Win/Loss) |
| ------------------ |
| Категорія GA       |
| Категорія G1       |
| Категорія G2       |
| Категорія G3       |
| Категорія G4       |
| Категорія G5       |

| Результат | Ранг | Дата          | Місце                 | Grade | Покриття | Суперниця        | Рахунок       |
| --------- | ---- | ------------- | --------------------- | ----- | -------- | ---------------- | ------------- |
| Перемога  | 1.   | березень 2003 | Haslevangen, Норвегія | G4    | Килим    | Міхаела Юханссон | 6–2, 6–2      |
| Перемога  | 2.   | жовтень 2003  | Бангкок, Таїланд      | G2    | Тверде   | Марина Еракович  | 7–6, 4–6, 6–4 |

### Парний розряд (7–4)
| Результат | Ранг | Дата          | Місце                       | Grade | Покриття | Партнерка         | Суперниці                            | Рахунок       |
| --------- | ---- | ------------- | --------------------------- | ----- | -------- | ----------------- | ------------------------------------ | ------------- |
| Перемога  | 1.   | Тра 2002      | Аліканте, Іспанія           | G5    | Тверде   | Катерина Макарова | Susan Delport Mandy Septoe           | 2–6, 6–3, 6–3 |
| Перемога  | 2.   | січень 2003   | Västerås, Швеція            | G4    | Килим    | Анна Чакветадзе   | Грузія Smith Мелані Саут             | 6–4, 6–0      |
| Перемога  | 3.   | березень 2003 | Удмуртія, Росія             | G4    | Тверде   | Катерина Макарова | Олександра Панова Ольга Панова       | 6–2, 5–7, 6–4 |
| Перемога  | 4.   | Тра 2003      | Прато, Італія               | G2    | Ґрунт    | Катерина Макарова | Катерина Кір'янова Ірина Коткіна     | 6–1, 6–4      |
| Поразка   | 1.   | липень 2003   | Ессен, Німеччина            | G1    | Ґрунт    | Катерина Макарова | Kelly de Beer Нікола Франькова       | 3–6, 6–7      |
| Поразка   | 2.   | серпень 2003  | Домжале, Словенія           | G3    | Ґрунт    | Аня Поглаєн       | Тина Обрез Romina Raonic             | 6–2, 4–6, 1–6 |
| Поразка   | 3.   | грудень 2003  | Кі-Біскейн (Флорида), США   | G1    | Тверде   | Марина Еракович   | Андреа Сестіні Главачкова Емма Лайне | 6–7, 4–6      |
| Перемога  | 5.   | грудень 2003  | Orange Bowl, Маямі, США     | GA    | Тверде   | Марина Еракович   | Вікторія Азаренко Ольга Говорцова    | 6–0, 4–6, 7–6 |
| Перемога  | 6.   | Тра 2004      | Salsomaggiore Terme, Італія | G2    | Ґрунт    | Катерина Макарова | Джулія Габба Вердіана Верарді        | 1–6, 6–2, 6–2 |
| Поразка   | 4.   | Тра 2004      | Шарлеруа, Бельгія           | G1    | Ґрунт    | Алла Кудрявцева   | Стефані Дюбуа Ясмін Шнак             | 5–7, 3–6      |
| Перемога  | 7.   | Вер 2005      | Лексінгтон, США             | G1    | Тверде   | Аліса Клейбанова  | Джулія Коен Анастасія Павлюченкова   | 7–5, 7–6      |